# Чистозвонов, Михаил Васильевич
Михаи́л Васи́льевич Чистозво́нов (1883—1942) — советский инженер-механик, создатель первого отечественного планетария в городе Донской (Тульская область).

## Биография
Михаил Васильевич Чистозвонов родился в семье мещан 17 декабря 1883 года в крупном селе Товарково Богородицкого уезда Тульской губернии. В 1896 г. будущий изобретатель закончил Богородицкое реальное училище (свидетельство об окончании училища от 18 августа 1896 года) и по настоянию родственников пошёл по торговой линии — стал приказчиком в сельской лавке. Однако работа эта юноше не приглянулась и он осваивает мастерство слесаря. Именно этот род деятельности стал для юного Михаила главным на всю жизнь.
В предреволюционные (1907—1915) годы Михаил Чистозвонов трудился в Москве в знаменитой Технической конторе торгового дома «В. Залесский и В. Чаплин» с филиалами в Петербурге и Харькове. В. М. Чаплин — известный техник и инженер. Внедрял водяные системы отопления с принудительной циркуляцией воды подмешиванием воздуха или пара в подъемные стояки. Предложенный в 1903 году В. М. Чаплиным вид отопления — нагревание местных водяных систем от центральных водогрейных котлов — прообраз современного парового отопления и, фактически, применяется в укрупненном виде и по сей день. М. В. Чистозвонов работал в знаменитой конторе в должностях монтера и заведующего мастерской. Работа с такими выдающимися мастерами, как Залесский и Чаплин, безусловно способствовала росту технического уровня М. В. Чистозвонова.
После революции Михаил Чистозвонов, короткое время поработав заведующим технической частью лечебницы в Воронежской области, возвращается в родную губернию.
Дальше его жизнь связывается с угледобывающей промышленностью. В его трудовой книжке отмечена работа техником по отоплению, заведующим механической мастерской и электростанцией и на других инженерно-технических должностях на различных шахтах и рудниках Московского (ныне — Подмосковный) угольного бассейна.
Личные архивы, прежде всего фотографии, музейные экспонаты, свидетельствуют, что Михаил Васильевич не ограничивался делами службы, интересовался широким кругом смежных инженерно-технических вопросов.
Достоверно известно, что Чистозвонов входил в комиссию по строительству Сталиногорска (ныне — Новомосковск), создававшегося для жительства работников Бобриковского (позже — Новомосковского) химкомбината (ныне НАК «Азот», входящая в корпорацию «Еврохим»), бывшего на протяжении долгого времени крупнейшим в Европе производителем азотных удобрений.
В 1935 году, выйдя на пенсию по состоянию здоровья, Михаил Васильевич поступил на работу в Подмосковный музей (г. Донской, Тульская область; ныне — Историко-мемориальный музейный комплекс «Бобрики»), где трудился в должности научного сотрудника до 1941 года. Там, будучи талантливым механиком, разработал и построил в здании музея — под куполом закрытой большевиками Спасской церкви — планетарий, второй в стране после Московского и первый созданный отечественным мастером.
Зимой 1941 года во время оккупации Донского немецкими войсками М. В. Чистозвонов, к тому времени инвалид-пенсионер почти 60-ти лет, как единственный оставшийся в городе специалист-техник был привлечён к восстановлению работы городского водопровода, снабжавшего в основном неэвакуированных мирных жителей. После возвращения в город Красной армии был обвинён в пособничестве оккупантам, в феврале 1942 арестован и позже расстрелян. В 1957 году посмертно реабилитирован за недоказанностью обвинения.

## Достижения
За годы работы на технических должностях в сфере угледобычи Михаил Чистозвонов внёс множество рационализаторских предложений, серьёзно облегчивших труд шахтёров. Не будем забывать, что в те годы уровень механизации был крайне низок и лишь в первой половине 1930-х годов на предприятиях угледобычи стали активно внедряться отбойные молотки и механический вывоз породы.
На ряде местных предприятий был внедрен кузнечный молот конструкции М. В. Чистозвонова, циркулярная пила оригинальной конструкции.
В 1932—1934 годах Михаил Васильевич работал над инженерным проектом шахтного проходческого щита с передвижной опалубкой «Шахтарм». Сам аппарат «Шахтарм» являлся прообразом современного угольного комбайна, и должен был заменить и облегчить, по замыслу создателя, труд целой армии шахтеров. К сожалению, по финансовым причинам этот проект не был внедрён.
В 1935 году, уволившись с местной шахты № 28, М. В. Чистозвонов приходит на работу в местный музей в г. Донской (город) Тульской области. Много занимаясь просветительской деятельностью, Михаил Васильевич приходит к идее возможности создания первого отечественного планетария собственными силами и через пять лет реализует этот проект. В работе над созданием планетария ему помогали такие известные люди, как академик Л. А. Кули́к, Емельян Ярославский. Известно, что о деятельности М. В. Чистозвонова был наслышан К. Э. Циолковский, который присылал ему брошюры на космическую тему. Планетарий был открыт 14 июля 1940 года. Он обошёлся стране в пять раз дешевле московского (аппарат немецкой фирмы «Карл Цейсс», установленный в 1929 г. в Москве стоил 156 тысяч рублей). Донской планетарий принимал в год более 30 тысяч посетителей.

## Известные родственники
Родственник Сергей Борисович Чистозвонов — участник создания танка Т-34. Он — один из разработчиков роторного двигателя, работающего на дизельном топливе, что обеспечивало легендарному танку повышенную живучесть в боевых условиях за счет негорючести мазута.
Внук Александр Сократович Чистозвонов — ныне начальник Обнинского отдела инспекций ЯРБ ИЯУ Ростехнадзора, к.т. н., член-корреспондент Академии промышленной экологии. Советник Президента РФ по техническим вопросам.

## Память
К судьбе Михаила Васильевича периодически возникает интерес в центральной и региональной прессе. О нём писали как областные и федеральные издания, так и местная «Донская газета». Примечательно, что съемка первого фильма о донском планетарии проходила 12 апреля 1940 года, день в день за 21 год до полёта Юрия Гагарина. В целом же имя самородка, создавшего первый отечественный планетарий, не получило достойной оценки (в отличие, скажем, от своего мифического земляка — туляка Левши). Между тем, пример фактически самоучки Михаила Васильевича Чистозвонова мог бы стать мощным стимулом для людей любого возраста, готовых раскрыть свой творческий потенциал на благо общества.
В наши дни недостаток информации об изобретателе стремится восполнить продюсерская компания ProEvolution production (недоступная ссылка), снимающая фильм о памяти М. В. Чистозвонова.
История планетария Чистозвонова включена в канву рассказа Владимира Березина «День шахтёра».